# Torre de Bubaqra
La torre de Bubaqra (en maltés: Torri ta' Bubaqra), anteriormente llamada Torre Saliba, es una casa fortificada en Bubaqra,en los límites de Żurrieq, Malta. Fue construida como un refugio campestre a finales del siglo XVI. La torre y sus jardines han sido restaurados y ahora sirven como retiro familiar. Su nombre oficial es Palacio Bubaqra (maltés: Palazz Bubaqra) y es un monumento nacional de grado 2.

## Historia
La torre de Bubaqra fue construida alrededor de 1579 por Matteolo Pisani, Capellán Conventual de la Orden de San Juan. Padre Luret Zammit dice que finalmente se llamó Torre del Greco por una familia griega, la familia Roncali, que vivía allí.
Aunque la estructura estaba fortificada, era de propiedad privada y no estaba destinada para fines defensivos. A pesar de ello, en algún momento probablemente se utilizó en el sistema defensivo de Malta, como se hizo en otros casos como las torres Gauci y Mamo.
La estructura fue modificada en el siglo XVIII, durante el gobierno del Gran Maestre Marc'Antonio Zondadari y alrededor de 1760, cuando también se agregaron cuatro torres que le dan una apariencia de residencia fortificada desde la distancia.
Según los informes, se utilizó como lugar de encuentro ilícito entre miembros de la Orden de San Juan, quienes estaban obligados por votos de celibato, y mujeres jóvenes. Durante este período, era común que los caballeros, sacerdotes y obispos tuvieran amantes, hijos ilegítimos o ambos; en particular, se sabía que el propio párroco del pueblo de Żurrieq organizaba reuniones a cambio de un pago entre las jóvenes amantes y sus caballeros pretendientes en los alrededores de la torre.
La torre fue requisada por el ejército británico durante la Segunda Guerra Mundial entre 1939 y 1945, pero fue devuelta a sus propietarios después de la guerra. A partir de entonces, se restauraron la Torre Bubaqra y sus jardines, y el lugar se convirtió en un retiro familiar. La torre figura en el Inventario Nacional de Bienes Culturales de las Islas Maltesas. El edificio es conocido oficialmente como Palazzo Bubaqra por la Autoridad de Planificación y Medio Ambiente de Malta (MEPA) y está registrado como una propiedad de grado 2.

## Arquitectura
La torre está situada en una finca agrícola, en Bubaqra, donde está rodeada de jardines de cítricos. Tiene una forma cuadrada y tiene cuatro torres de esquina distintivas. Su arquitectura probablemente influyó en el diseño de la Torre Gourgion, que se construyó a finales del siglo XVII en Gozo. Sobre la entrada principal del edificio hay una inscripción que invoca a Dios para que dé alivio del enemigo al recitar la señal de la cruz.